# Gertrude Short
Gertrude Short (6 de abril de 1902 – 31 de julio de 1968) fue una actriz cinematográfica estadounidense, activa principalmente en la época del cine mudo. 
Nacida en Cincinnati, Ohio, su nombre completo era Carmen Gertrude Short. Actuó en 132 filmes entre 1912 y 1945.
Falleció en Hollywood, California, en 1968, a los 66 años de edad, a causa de un infarto agudo de miocardio.
Había estado casada con el director y actor Scott Pembroke.

## Selección de su filmografía
- The Driver of the Deadwood Coach (1912)
- The Sea Urchin, de Edwin August (1913)
- Secret of the Bulb, de William J. Bauman (1914)
- The Honor of the Mounted, de Allan Dwan (1914)
- The Embezzler, de Allan Dwan (1914)
- The Cowboy and the Lady, de Edwin Carewe (1915)
- The Little Princess, de Marshall Neilan (1917)
- The Only Road, de Frank Reicher (1918)
- Riddle Gawne, de William S. Hart y Lambert Hillyer (1918)
- In Mizzoura, de Hugh Ford (1919)
- You Never Can Tell, de Chester M. Franklin (1920)
- She Couldn't Help It, de Maurice Campbell (1920)
- Cinderella's Twin, de Dallas M. Fitzgerald (1920)
- The Blot, de Lois Weber (1921)
- Fool's Paradise, de Cecil B. DeMille (1921)
- Rent Free, de Howard Higgin (1922)
- Headin' West, de William James Craft (1922)
- Boy Crazy, de William A. Seiter (1922)
- Youth to Youth, de Emile Chautard (1922)
- The Prisoner, de Jack Conway (1923)
- Crinoline and Romance, de Harry Beaumont (1923)
- The Gold Diggers, de Harry Beaumont (1923)
- The Narrow Street, de William Beaudine (1925)
- Ladies of Leisure, de Tom Buckingham (1926)
- The Masked Woman, de Silvano Balboni (1927)
- The Show, de Tod Browning (1927)
- Tillie the Toiler, de Hobart Henley (1927)
- Gold Diggers of Broadway, de Roy Del Ruth (1929)
- El capitán Drummond, de F. Richard Jones y Leslie Pearce (1929)
- Take 'em and Shake 'em, de William Goodrich (1931)
- Gigolettes, de William Goodrich (1932)
- Niagara Falls, de William Goodrich (1932)
- La cena de los acusados, de W. S. Van Dyke (1934)
- Penny Wisdom, de David Miller (1937)